# Jekaterina Sjichova
Jekaterina Vladimirovna Sjichova (ryska: Екатерина Владимировна Шихова), född den 25 juni 1985, är en rysk skridskoåkare.
Hon tog OS-brons i damernas lagtempo i samband med de olympiska skridskotävlingarna 2014 i Sotji.
I februari 2014 erhöll hon Fäderneslandets förtjänstordens medalj av andra klassen.